# Rick Perry
James Richard (Rick) Perry (Haskell, Texas, 4 maart 1950) is een Amerikaans politicus van de Republikeinse Partij. Was vanaf 2 maart 2017 tot 1 december 2019 minister van Energie in het kabinet-Trump I. Hij was de gouverneur van Texas van 2000 tot 2015. Daar voor was hij de luitenant-gouverneur van Texas onder gouverneur George W. Bush. Perry was de langstzittende gouverneur in de geschiedenis van Texas.

## Levensloop
Perry studeerde aan de Texas A&M-universiteit. Hij studeerde daar in 1972 af met een graad in de dierkunde. Na zijn afstuderen diende hij bij de Amerikaanse luchtmacht. Hij vloog een C-130 en was gestationeerd in de Verenigde Staten, het Midden-Oosten en Europa. In 1977 verliet hij de luchtmacht met de rang van kapitein. Perry keerde terug naar Texas en kwam te werken voor het katoenbedrijf van zijn vader.
Zijn politieke carrière begon in 1984 toen Perry namens de Democratische Partij werd gekozen in het Huis van Afgevaardigden van de staat Texas. Daarin had hij zes jaar zitting, tot 1991. In 1988 schaarde hij zich bij de Democratische voorverkiezingen voor het presidentschap achter Al Gore. Hij was het hoofd van diens campagnecomité in Texas.
Perry stelde zich in 1990 verkiesbaar als minister van Landbouw voor de staat Texas. Inmiddels had hij de overstap gemaakt naar de Republikeinse Partij. Hij versloeg de zittende Democraat Jim Hightower. In deze functie was Perry verantwoordelijk voor de verkoop van landbouwproducten aan andere staten en landen en moest hij toezicht houden op de landbouwsector. In 1994 werd hij herkozen.
De positie van luitenant-gouverneur van de staat Texas kwam in 1998 vacant. Perry stelde zich verkiesbaar en versloeg de Democraat John Sharp. Op 21 december 2000 volgde hij George W. Bush op, die als president van de Verenigde Staten was gekozen. In 2002 werd Perry op eigen kracht en met gemak gekozen. In 2006 had hij het moeilijker. Perry moest het bij deze verkiezingen opnemen tegen vijf andere kandidaten en behaalde nog geen 40 procent van de stemmen. Dat was wel genoeg om herkozen te worden. In 2010 versloeg Perry met gemak de Democratische burgemeester van Houston, Bill White.
Tijdens de kredietcrisis bekritiseerde Perry de regering van president Barack Obama over de manier waarop deze de recessie aanpakte. Hij weigerde een bedrag van meer dan een half miljard dollar van een stimuluspakket dat bedoeld was om de economie te stimuleren. Hij werd daarvoor van verschillende kanten bekritiseerd.
In augustus 2011 heeft Perry zich kandidaat gesteld voor de Amerikaanse presidentsverkiezingen 2012. Vooral voor conservatieve christenen was hij een aantrekkelijk alternatief ten opzichte van de andere kandidaten. Perry leek aanvankelijk een goede kans te maken op de nominatie, maar verspeelde dit door een aantal blunders in de campagne. Zo zei hij in een debat dat hij drie ministeries wilde opheffen, maar kon ze niet alle bij naam noemen. De 'oeps' die daarop volgde deed verder afbreuk aan zijn imago. Op 19 januari 2012 stapte hij uit de race naar het Witte Huis.
Rick Perry besloot zich na drie volledige termijnen als gouverneur niet opnieuw verkiesbaar te stellen bij de gouverneursverkiezingen van 2014. Hij werd na ruim 14 jaar op 20 januari 2015 opgevolgd door zijn partijgenoot Greg Abbott.
Op 4 juni 2015 maakte Perry bekend zich opnieuw kandidaat te stellen voor het presidentschap voor de Amerikaanse presidentsverkiezingen van 2016.

### Persoonlijk
Perry is sinds 1982 getrouwd met Anita Thigpen met wie hij twee kinderen heeft.

## Standpunten
Al vroeg in zijn periode als gouverneur trok Perry 6 miljard dollar extra uit voor de gezondheidszorg en ongeveer 9 miljard dollar voor het onderwijs. Ook was hij voorstander van strengere straffen. In juni 2002 sprak hij zijn veto uit over een verbod op executies voor mensen met een verstandelijke handicap.
Perry is pro-life en heeft een wet ondertekend waardoor het niet meer mogelijk is late abortussen te laten uitvoeren. Ook moeten meiden die jonger dan 18 zijn toestemming hebben van de ouders, voordat zij abortus mogen laten uitvoeren. Daarnaast is hij tegenstander van het openstellen van het huwelijk voor mensen van dezelfde sekse.
Als gouverneur vaardigde Perry in februari 2007 een wet uit waardoor alle Texaanse meisjes die via de zorgverzekering daar geen aanspraak op konden maken een HPV-vaccinatie kregen. Deze beschermde onder ander tegen bijvoorbeeld baarmoederhalskanker. Ouders hadden de mogelijkheid voor een opt-out. Perry werd wel bekritiseerd vanwege de kosten van het vaccin. Deze waren gemiddeld ongeveer $360 per vaccin.
Perry gebruikte in zijn eerste jaar als gouverneur 82 maal zijn vetorecht. Dat is meer dan welke gouverneur ook sinds de Reconstructie. Ook in de jaren daarna sprak hij regelmatig zijn veto uit over wetgeving.
Als gouverneur was Perry voorstander van de doodstraf. Op 2 juni 2009 werd de 200e executie uitgevoerd onder het gouverneurschap van Perry. Daarvoor kreeg hij veel kritiek van mensenrechtenbewegingen. De kritiek nam toe toen een onderzoekscommissie onthulde dat Cameron Todd Willingham waarschijnlijk ten onrechte was geëxecuteerd. Hij werd veroordeeld omdat hij zijn drie dochters zou hebben vermoord bij een brand. De commissie concludeerde dat Willingham ten tijde van de brand lag te slapen en daardoor zijn dochters niet meer kon redden. Hij werd op 17 februari 2004 ter dood gebracht. Perry stelde echter dat de rechtbank had geconcludeerd dat Willingham schuldig was.
Perry gelooft niet in de opwarming van de Aarde. Hij heeft verschillende keren beweerd dat er onder wetenschappers geen overeenstemming over is. Hij is daarom ook tegenstander van emissiequota op broeikasgassen.
Met betrekking tot illegale immigratie is Perry tegenstander van het aanbrengen van meer barrières langs de grens tussen de Verenigde Staten en Mexico. Hij wil juist dat de federale overheid haar verantwoordelijkheid neemt en kiest voor meer bewaking langs de grens en betere technologie die kan helpen om te voorkomen dat immigranten de grens over steken. Hij steunde de aanname van SB 1070 in de naburige staat Arizona en liet weten een gelijke wet te ondertekenen als deze in Texas werd ingevoerd.
- Gemeinsame Normdatei: 1011403862
- International Standard Name Identifier: 0000 0001 1944 4419
- Library of Congress Control Number: nr2004009616
- SNAC: w6md27bp
- Système universitaire de documentation: 157123154
- Virtual International Authority File: 22091258
- WorldCat: E39PBJcGpgpDq6DQFf89C9BXVC